# Julin
Julin är ett svenskt efternamn som kan stavas på något olika sätt. Den 31 december 2019 var följande antal personer bosatta i Sverige med stavningsvarianterna
- Julin 1 019
- Juhlin 2 053

Totalt blir detta 3 072 personer.

## Personer med efternamnet Julin eller med varianter av detta namn
- Bo Juhlin (född 1946), svensk tubaist
- Cecilia Julin (född 1955), svensk ambassadör
- Christopher Juhlin (född 1956), svensk geofysiker
- Erik Julin (1796–1874), finländsk affärsman
- Ester Julin (1885–1931), svensk skådespelare, regissör och manusförfattare
- Eva Julin (född 1947), svensk mellanstadielärare och politiker
- Gunnar Julin (född 1949), svensk dirigent och organist
- Harald Julin (1890–1967), svensk simmare och vattenpolospelare
- Jessica Julin (född 1978), finländsk fotbollsspelare
- Johan Julin (1752–1820), svensk-finländsk apotekare och naturforskare
- Johan Fredrik Julin (1798–1843), svensk målare
- John Jakob Julin (1787–1853), finländsk affärsman
- Johnny Juhlin (född 1978), svensk företagare
- Julius Juhlin (1861–1934), svensk politiker
- Lennart Julin (född 1948), svensk statistiker och sportkommentator
- Magda Julin (1894–1990), svensk konståkare
- Malcolm Juhlin (1859–1920), svensk godsägare och politiker
- Patrik Juhlin (född 1970), svensk ishockeyspelare
- Richard Juhlin (född 1962), svensk champagnekännare och författare
- Richard Julin (bankdirektör) (1877–1962), svensk bankdirektör
- Richard Julin (kurator) (född 1967), svensk konstkurator
- Sara Julin (född 1988), svensk serietecknare och illutratör
- Teodor Julin (1880–1977), svensk notarie och riksdagsman
- Thomas Julin (född 1942), svensk miljöpartistisk politiker

## Övrigt
- För den polska ön, se Wolin

### Fotnoter
1. ↑  SCB Namnsök